# باغ جعفري (سرتشهان)
باغ جعفري (بالفارسية: باغ جعفری) هي قرية تقع في إيران في قسم سرتشهان الريفي.